# 大长老 (龙珠)
大長老是日本漫画《七龙珠》登场的人物之一。

## 簡介
那美克星的大長老，初期登場時是被克林發現，有一個侍衛名為尼尔，侍衛實力在那美克星上數一數二。有解放潛能的能力，曾經幫助克林、孙悟饭及丹丹解放潛能，令到悟饭達到比克出場時的實力。也有閱讀他人記憶的能力。那美克星龍珠的製造者，與地球的龍珠運作相同，但願望範圍比龍珠大，也有不能復活多人的缺點，其後被改善。在那美克星人傳送到地球後安祥辭世。

## 特徵
- 身型比一般那美克星人肥約兩三倍
- 身穿白袍
- 在一個小山上的小屋居住
- 坐在一個有尖角的椅上
- 管有一星珠